# Auktor
Auktor (lat. auctor od augere »uvećati«) znači prvotno onoga, koji razvija i stvara. U tom smislu je to i starija oznaka za pojam autora, u značenju začetnika, pisca. Kasnije dobiva šire značenje, te označuje uopće pokretača, začetnika nekoga, napose pravnog čina, a onda i savjetnika i podstrekača na neki čin (a. delicti). U starijemu rimskom pravu a. (legis) je predlagač nekog zakona, no to je značenje ubrzo prošireno u tom smislu, da je a. legis i onaj, koji potvrđuje neki predloženi zakon. U tom smislu je i senat a. legis. U sociologijskom pogledu je praotac nekog rada auktor (a. generis). Na području duhovnoga stvaranja znači a. onoga, koji je nešto zamislio, te tu zamisao sam pismeno obradio ili je dao drugom obraditi, ali ujedno i onoga, koji jamči za ispravnost onoga, što je napisao.